# 马与鹿
《马和鹿》是日本创作歌手米津玄师的第10首单曲。同時也作为TBS周日劇場《NO SIDE GAME》的主題曲。并于102回日剧学院奖中获主题曲奖。此歌曲连续数周出现在音乐发行排行榜上并占据榜首。

## 背景
米津玄师在2013年以个人名义在环球音乐公司出道，并随着此歌曲的发行成为了索尼音乐旗下公司SME Record的成员。此歌曲的发行距离上一首发行的单曲《火烈鸟》过去了10个月。该歌曲被用作为大泉洋主演的TBS连续剧《NO SIDE GAME》的主题曲。这是米津玄师继《Lemon》之后首次为电视剧制作歌曲，但是关于此歌曲的信息在电视剧开播之前一直处于保密状态。在电视剧开播的第二天，歌曲所有相关信息被公开，音乐视频被上传到了YouTube上。